# Fris (efternamn)
Fris är ett svenskt efternamn som 2018 bars av 8 personer. Fris var ett vanligt soldatnamn.

## Personer med namnet
- Carl Magnus Fris (1743–1807), en grosshandlare i Stockholm